# Goedele (voornaam)
Goedele is een voornaam voor vrouwen. Op 8 januari is de naamdag.

## Personen
Bekende personen met deze naam
- Goedele van Brussel (7e eeuw), een Belgisch heilige
- Goedele Devroy (1968), een Belgisch journaliste
- Goedele Liekens (1963), een Belgisch seksuologe, model, Miss België, schrijfster en televisiepresentatrice
- Goedele Uyttersprot (1980), een Belgisch advocate en politica
- Goedele Vermeiren (1962), een Belgisch politica
- Goedele Wachters (1975), een Belgisch nieuwslezeres

## Personages
Fictieve personages met deze voornaam:
- Goedele Decocq, een personage uit de televisiereeks F.C. De Kampioenen

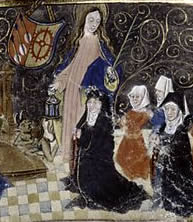
De heilige Goedele van Brussel